# Équipe du Belize masculine de volley-ball
Cet article traite de l'équipe masculine. Pour l'équipe féminine, voir Équipe du Belize féminine de volley-ball.
L'équipe de Belize de volley-ball est composée des meilleurs joueurs béliziens sélectionnés par la Fédération Bélizienne de Volley-ball (Belize Volleyball Association, BVA). Elle n'est actuellement pas classée par la Fédération Internationale de Volleyball au 15 janvier 2010.

## Sélection actuelle
Sélection pour les qualifications aux Championnats du monde 2010.

Entraîneur :  Albert Humes ; entraîneur-adjoint :  Shane Armonstrong

## Palmarès et parcours

### Palmarès
Néant.